# تاي ليونغ شولز
تاي ليونغ شولز (24 أغسطس 1887 - 10 مارس 1972) هي أول امرأة من أصل صيني تمارس حق الانتخاب في الولايات المتحدة عندما أدلت بصوتها في سان فرانسيسكو في 19 مايو 1912. أصبحت كذلك أول امرأة من أصل صيني تجتاز امتحانات الخدمة المدنية وتشغل وظيفة حكومية. ذكرت صحيفة سان فرانسيسكو كول أنها «أول امرأة صينية في تاريخ العالم تمارس حق الانتخاب». هي كذلك أول امرأة صينية تعينت للعمل في جزيرة أنجل. وهي من ضمن الشخصيات التي كرمها المشروع الوطني لتاريخ المرأة خلال شهر تاريخ المرأة.

## عملها
في عام 1901، أنقذت دونالدينا كاميرون، قائدة البعثة المشيخية في سان فرانسيسكو، ليونغ من زواج مدبر لها مع رجل مسن في مونتانا. انضمت ليونغ إلى البعثة، وتعلمت التحدث بالإنجليزية، واعتنقت المسيحية، وساعدت كاميرون والشرطة المحلية في إنقاذ العبيد الصينيين والعاملات في دور الدعارة. عملت كذلك مترجمة للبعثة. اهتمت بالفتيات من الحي الصيني في المحاكم، ما أكسبها احترامًا كبيرًا في المحاكم المحلية. عملت ليونغ في منزل البعثة لمدة نحو تسع سنوات، وطورت علاقة وثيقة مع كاميرون. أطلقت كاميرون عليها لقب «تايني» لأن ليونغ كانت صغيرة البنية ولم يتجاوز طولها أربعة أقدام. في عام 1910، عندما افتُتحت محطة جزيرة أنجل للهجرة، أوصت كاميرون ليونغ بأن تعمل في محطة جزيرة أنجل للهجرة مترجمة للمهاجرين الصينيين. أصبحت ليونغ أول صينية أمريكية تجتاز امتحانات الخدمة المدنية وجرى تعيينها للعمل مساعدة للأخصائية في محطة جزيرة أنجل للهجرة. قدِمت الأخصائية التي تلقت تفويضها من واشنطن العاصمة من مكتب الهجرة في جزيرة إليس. ليونغ أول امرأة تعينها الحكومة الفدرالية. في جزيرة أنجل، عملت ليونغ مع المهاجرين الصينيين المُحتجزين لإجراء فحوصات طبية وللاستجواب عند وصولهم. عندما سُئلت عن تجربتها في العمل في جزيرة أنجل، قالت ليونغ: «ممل؟ - بالطبع لا. أجلس هناك وأستمع إلى أبناء بلدي. أنا أستمع إلى أجزاء صغيرة عن الحركة الجديدة العظيمة هناك في البحر، التي تحررهم هناك تمامًا كما جرى تحريري هنا».
في عام 1946، عين مكتب الهجرة ليونغ مترجمة لمدة عام. نظرًا لإصدار قانون عرائس الحرب لعام 1945، الذي رفع الحظر المؤقت على الهجرة الآسيوية، انضمت العديد من الزوجات الصينيات إلى أزواجهن في الولايات المتحدة، ما أدى إلى بروز حاجة ماسة للمترجمين.
بالنسبة لأعضاء المجتمع الصيني في سان فرانسيسكو، قدمت ليونغ أيضًا خدماتها للعمل مترجمة. ساهمت هذه الترجمات في جعلها جزءًا من الواجهة المجتمعية.

## المناداة بحق الاقتراع
في مايو عام 1912، أصبحت ليونغ أول امرأة صينية تدلي بصوتها في اقتراعات الانتخابات التمهيدية للرئاسة. أصبحت ليونغ، التي كانت في أوائل عشرينيات عمرها، أول امرأة صينية تمارس حق التصويت على مستوى العالم. في وقت تصويتها، كانت ما تزال تعيش في منزل البعثة المشيخية وتعمل هناك، والذي يعرف اليوم باسم منزل كاميرون.
صوتت ليونغ في مكان الاقتراع في شارع باول وشارع باسيفيك في سان فرانسيسكو. بعد التصويت، وصفت صحيفة «سان فرانسيسكو إكزامينر» التصويت بأنه «الخطوة الأخيرة للحركة الحديثة نحو تمكين النساء بشكل كامل... أحدثت إنجازًا في العمل الأمريكي العظيم لتوحيد جميع شعوب الأرض.»
أشارت «سان فرانسيسكو إكزامينر» إلى أن ليونغ كانت «ملمة تمامًا بالقضايا السياسية المتعلقة بالانتخابات التمهيدية للرئاسة.» أُجريت مقابلة مع ليونغ حول تجربتها في تصويتها الأول:
«تصويتي الأول؟ - نعم، فكرت مليًا في ذلك. درست وقرأت عن جميع رجالكم الذين أرادوا أن يصبحوا رؤساء. تعلمت القوانين الجديدة. أردت أن أعرف ما هو صحيح، وليس التصرف دون دراية ... أعتقد أنه من الصواب أن نحاول جميعًا التعلم، وعدم التصويت دون اطلاع، إذ مُنحنا هذا الحق في قول أي رجل نعتقد أنه الأعظم... أعتقد أيضًا أننا النساء يجب نكون أكثر حذرًا من الرجال. نريد أن نقوم بواجبنا على نحو كامل.»
في عام 1911، العام الذي سبق تصويت ليونغ للمرة الأولى، أصبحت كاليفورنيا الولاية السادسة التي تمنح حق التصويت المتساوي بين الجنسين، بعد ولايات وايومنغ ويوتا وكولورادو وأيداهو وواشنطن. جرى إقرار قوانين التصويت المتساوي في كاليفورنيا بنحو عقد من الزمن قبل إقرار التعديل التاسع عشر في عام 1920.